# Brussel-Opwijk
De Brussel-Opwijk is een wielerwedstrijd die wordt verreden van de Belgische hoofdstad Brussel naar de gemeente Opwijk. De wielerwedstrijd werd voor het eerst reeds verreden in 1951. De laatste decennia is het een beloftenkoers. Sinds 2018 wordt er ook een wedstrijd voor dames elite verreden.

## Uitslagen mannen

### Meervoudige winnaars
| Overwinningen | Renner           | Land   | Jaren      |
| ------------- | ---------------- | ------ | ---------- |
| 2             | Etienne De Wilde | België | 1978, 1979 |

### Overwinningen per land
| Overwinningen | Land                                              |
| ------------- | ------------------------------------------------- |
| 58            | België                                            |
| 6             | Nederland                                         |
| 3             | Frankrijk                                         |
| 1             | Finland, Italië, Verenigd Koninkrijk, Zwitserland |

## Uitslagen vrouwen

### Overwinningen per land
| Overwinningen | Land                                   |
| ------------- | -------------------------------------- |
| 3             | Nederland                              |
| 1             | België, Duitsland, Verenigd Koninkrijk |